# Mètres de Boèce
Les Mètres de Boèce sont une série de poèmes allitératifs en vieil anglais communément attribués au roi Alfred le Grand. Il s'agit d'une adaptation du dialogue latin Consolation de Philosophie, rédigé par Boèce au VIe siècle, dont Alfred a également réalisé une traduction en vieil anglais en prose.